# Parçay-Meslay
Parçay-Meslay är en kommun i departementet Indre-et-Loire i regionen Centre-Val de Loire i de centrala delarna av Frankrike. Kommunen ligger i kantonen Vouvray som tillhör arrondissementet Tours. År 2022 hade Parçay-Meslay 2 574 invånare.

## Befolkningsutveckling
Antalet invånare i kommunen Parçay-Meslay
Referens:INSEE